# Великолепная афера
«Великолепная афера» (англ. Matchstick Men — «Спичечные люди», «Люди как спички») — кинофильм режиссёра Ридли Скотта, вышедший на экраны в 2003 году. Фильм основан на одноимённой книге Эрика Гарсии[en].

## Сюжет
Рой Валлер — живущий в Лос-Анджелесе мошенник. Вместе со своим партнёром и протеже Фрэнком Меркером Рой организует поддельные лотереи, продавая системы фильтрации воды по завышенным ценам для ничего не подозревающих клиентов. Рой страдает обсессивно-компульсивным расстройством (ОКР) и нервным тиком. Боится грязи, насекомых, пыли и держит свой дом в идеальной чистоте, а приступы усиливаются после совершенных преступлений. Когда он испытывает очередной приступ ОКР, Фрэнк предлагает ему обратиться к психиатру доктору Харрису Кляйну.
Кляйн даёт Рою лекарство и предлагает ему в качестве терапии восстановить свои прошлые отношения с Хэзер, его бывшей женой, которая была беременна во время развода. Кляйн сообщает, что по указанию Роя позвонил Хэзер и узнал, что у Роя есть 14-летняя дочь Анжела. Рой и Анжела встречаются. Анжела нарушает все правила Роя, но это идет ему на пользу и он чувствует себя лучше. Как результат, Рой соглашается поработать с Фрэнком над долговременным мошенничеством: их цель — высокомерный бизнесмен Чак Фрешетт.
Однажды ночью Анжела неожиданно приходит в дом Роя, говоря, что поссорилась со своей матерью, и решает остаться на выходные, прежде чем вернуться в школу. Анжела исследует вещи Роя и заставляет его переосмыслить свою жизнь, о чём он упоминает во время терапии Кляйну. Однажды Анжела возвращается домой поздно вечером, что приводит к ссоре с Роем. Во время ужина Рой признаётся, что он мошенник, и неохотно соглашается научить Анжелу своему ремеслу. Они вдвоём идут в местную прачечную самообслуживания и подстраивают выигрыш в лотерею для пожилой женщины, и она делится половиной своего ожидаемого выигрышей с Анжелой; однако Рой заставляет её вернуть деньги.
Рой играет в боулинг с Анжелой, но их прерывает Фрэнк, говоря, что дата полёта Чака на Кайманы поменялась: он вылетает сегодня, а не в пятницу, как планировалось. Времени осталось мало, и Рой неохотно разрешает Анжеле участвовать в афере и отвлечь Чака; однако, после того, как мошенничество провернули, Чак понимает, что произошло, и преследует обоих в гараже, пока им не удаётся сбежать. Затем Рой узнаёт, что Анжелу арестовывали годом ранее, и просит перестать звонить ему.
Без Анжелы несметные числа фобий Роя вновь дают о себе знать, и во время очередного обострения ОКР он в конечном итоге узнаёт, что лекарство, выписанное Кляйном, является плацебо. Рой, к большому разочарованию Фрэнка, заявляет, что ему нужна Анжела в его жизни, но ему придётся изменить свой образ жизни. Однажды вечером Рой и Анжела возвращаются с ужина и обнаруживают, что Чак поджидает их с пистолетом, а рядом лежит сильно избитый Фрэнк. Анжела стреляет в Чака, а Рой отправляет её с Фрэнком в укрытие, пока ситуация не уладится. Когда Рой готовится позаботиться о теле Чака, Чак внезапно оживает и вырубает Роя.
Рой просыпается в больнице, где полиция сообщает ему, что Чак умер от выстрела, а Фрэнк и Анжела исчезли. Появляется Кляйн, и Рой дает ему пароль к большой банковской ячейке, приказывая отдать деньги Анжеле, когда её найдут. Позже Рой просыпается и обнаруживает, что «полиция» исчезла, его «больничная палата» на самом деле является грузовым контейнером на крыше гаража, офис «доктора Кляйна» пустой, а значительные накопления Роя исчезли. Когда он начинает понимать, что Фрэнк втянул его в длинную аферу, Рой едет к Хэзер (которую он не видел много лет) в поисках Анжелы. Рой узнает правду: у Хэзер случился выкидыш. Анжелы не существует: девушка, которую он считал своим ребёнком, на самом деле была сообщницей Фрэнка.
Год спустя Рой работает продавцом в местном магазине ковров, в который однажды забрели Анжела и её парень. Рой выясняет отношения с Анжелой, которая намного старше, чем он думал, но в конечном итоге прощает её, понимая, что он намного счастливее, будучи честным человеком. Анжела рассказывает, что она не получила свою долю от Фрэнка, и что это была единственная афера, в которой она когда-либо участвовала. Анжела говорит: «Увидимся, папа», когда она и её парень уходят. Рой возвращается домой к своей новой жене Кэти, которая беременна его ребёнком.

## В ролях
| Актёр             | Роль                  |
| ----------------- | --------------------- |
| Николас Кейдж     | Рой Валлер            |
| Сэм Рокуэлл       | Фрэнк Меркер          |
| Элисон Ломан      | Анжела                |
| Брюс Олтман       | доктор Харрис Кляйн   |
| Брюс МакГилл      | Чак Фрешетт           |
| Дженни О'Хара     | миссис Шаффер         |
| Стив Истин        | мистер Шаффер         |
| Бет Грант         | женщина в прачечной   |
| Шейла Келли       | Кэти                  |
| Линн Энн Леверидж | банковский клерк      |
| Мелора Уолтерс    | Хэзер бывшая жена Роя |